# Fumetto
O festival de quadrinhos Fumetto (do italiano: balão de diálogo; literalmente: “fuminho”), realizado anualmente em Lucerna, é o principal evento de histórias em quadrinhos na Suíça. 
A primeira edição do Fumetto foi realizado em 1992 como pequeno evento regional; desde então se converteu num dos principais festivais internacionais de quadrinhos na Europa. 

## Literatura
- Hans Keller (Redator): 10 Jahre Luzerner Comix-Festival: 30. März bis 8. April 2001. Catálogo. Lucerna: Verein Fumetto. (em alemão)
- Bart Beaty: Unpopular culture: Transforming the European Comic Book in the 1990s. Toronto: University of Toronto Press, 2007, p. 122–126. ISBN 9780802094124 (em inglês)